# Iwa K
Iwa K, né Iwa Kusuma à Bandung le 25 octobre 1970, est le premier et le plus célèbre rappeur indonésien. Il a commencé sa carrière dès les années 1980 et a enregistré son premier album en 1992-1993.

## Discographie
- 1993 : Kuingin Kembali
- 1994 : Topeng
- 1996 : Kramotak!
- 1998 : Mesin Imajinasi
- 2002 : Vini Vidy Vunky